# Valentin Sibbern

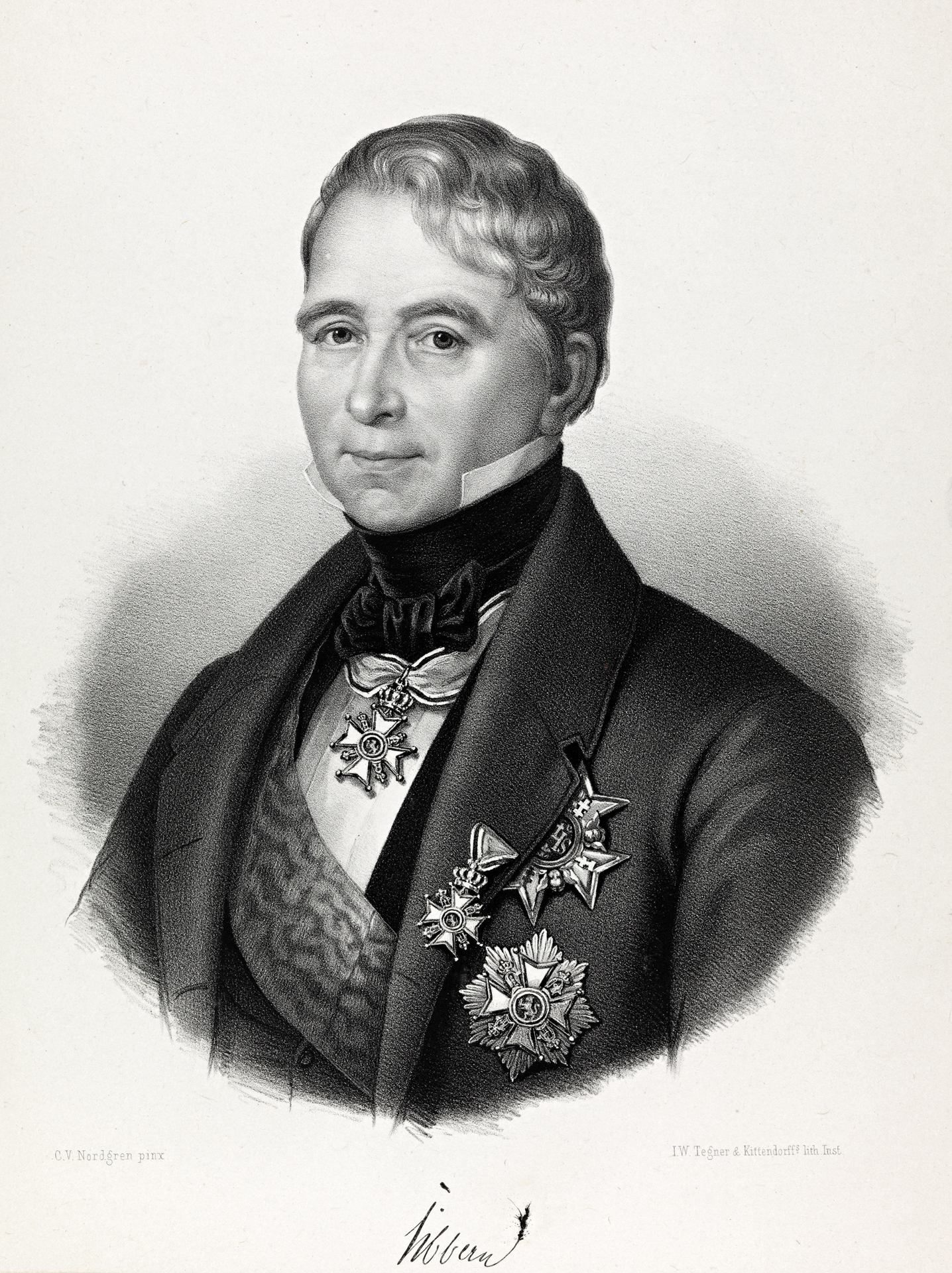
Valentin Christian Wilhelm Sibbern im Jahr 1814

Valentin Christian Wilhelm Sibbern (* 19. September 1779 in Værne Kloster in Rygge; † 1. Januar 1853 auf dem Landgut Carlberg in Rygge) war ein norwegischer Offizier und Politiker.

## Leben
Seine Eltern waren der Gutsbesitzer und Major Georg Christian Sibbern (1732–1796) und dessen Frau Søster Huitfeldt (1760–1833). Er heiratete am 19. Mai 1802 in erster Ehe in Rygge Alette Margrethe Aagaard (3. Oktober 1776–30. Mai 1810), Tochter des Pfarrers Matthias Aagaard (1749–1785) und dessen Frau Boel (eigentlich Bodil) Maria Creutz (1749–1779), mit der er den Sohn Carl Sibbern hatte; in zweiter Ehe heiratete er am 13. Mai 1811 in Vestby Anne Cathrine de Stockfleth (31. März 1785–8. März 1865), Tochter des Vizeadmirals William Walker Stockfleth (1737–1818) und dessen Frau Johanne Georgia Vieth (1749–1797). Aus dieser Ehe stammten die Komponistin und Musikerin Alette Due, die den späteren norwegischen Statsminister Frederik Due heiratete, und der spätere Statsminister Georg Sibbern.
Sibbern gehörte einer angesehenen Offiziersfamilie an, die seit 1732 das Gut Værne Kloster bei Moss besaß. Hier wuchs er auf. Bereits mit vier Jahren erhielt er das Offizierspatent als Titular-Unterleutnant a la Suite des Smålendischen Dragonerregiments. 1793 wurde er Kadett an der Landeskadettenakademie in Kopenhagen. 1796 wurde er richtiger Unterleutnant, 1800 Leutnant, und 1809 Rittmeister der Rakkestadschen Kompanie. Neben seiner Offizierstätigkeit studierte er Rechtswissenschaft und legte 1802 das juristische Examen in Kopenhagen ab. Ab 1811 diente Sibbern im „Reitenden Jägerkorps Akershus“ und wurde 1812 Major. Im Krieg mit Schweden nahm er nur an wenigen Kämpfen teil, und 1814 wechselte er in die Beamtenlaufbahn. Er wurde Amtmann in Smaalenenes Amt. 1823 wurde er Amtmann in Akershus und Stiftsamtmann in Akershus stift. 1830 bis 1850 war er Staatsrat.
Sibbern übernahm 1796 das Landgut Værne Kloster und war bis 1800 dessen Alleineigentümer. Aber als Stiftsamtmann und Staatsrat musste er seinen Wohnsitz in Christiania haben. Deshalb übertrug er 1841 das Landgut auf zwei seiner Söhne und wohnte selbst auf einem ausgesonderten Teil, dem Hof Carlberg, wo er auch starb.
Er wurde zum Delegierten des Reitenden Jägerkorps für die Reichsversammlung von Eidsvoll gewählt. Er stimmte gegen die Unabhängigkeitserklärung Norwegens und wurde daher zur Unions-Partei gerechnet. Er war in Bezug auf aktives und passives Wahlrecht konservativ und war der Meinung, dass nur die Gebildeten diese Rechte haben sollten. Deshalb wandte er sich gegen ein Stimmrecht für alle Bauern. Er wollte auch, dass das Lagting zu einer Art Senat ausgestaltet werde. Sein Tagebuch über die Reichsversammlung ist eine wertvolle Quelle.
Sibbern wurde in das außerordentliche Storting im Herbst 1814 gewählt und war im Ausschuss, der mit Schweden verhandeln sollte. 1821 war er Präsident des Reichsgerichts. Später nahm er bis 1824 an allen Stortings-Verhandlungen teil. Er war auch Präsident sowohl des Stortings als auch des Lagtings. Er war ein starker Verfechter der Rechte des Stortings und der Meinungsfreiheit. In Wirtschaftsfragen war er konservativ, nahm sich aber der Notleidenden an, indem er sich zum Beispiel für die Gründung eines Krankenhauses für Geisteskranke in Akershus einsetzte, und war Mitglied des damit befassten Ausschusses. Bei den Unruhen in Christiania am 17. Mai 1829 (Torvslaget - Schlacht auf dem Markt) forderte er das Militär an, um die Ruhe und Ordnung aufrechtzuerhalten, was ausgesprochen unpopulär war. 1830 wurde er Mitglied der Staatsratsabteilung in Stockholm. Im Übrigen war er Chef verschiedener Ministerien, des Revisionsdepartements, des Justizdepartements, des Armeedepartements, des Marinedepartements und des Finanzdepartements. Er schied 1850 aus, war aber 1852 wieder Mitglied der Interimsregierung, während König Oskar I. im Ausland weilte.
1825 bis 1851 war er Schatzmeister der königlichen Ritterorden in Norwegen und erhielt dafür 1847 den Stern des Großkreuzes des St.-Olavs-Ordens, wurde aber erst bei seinem Ausscheiden 1850 wirklicher Inhaber des Großkreuzes. Er war außerdem seit 1815 Ritter des schwedischen Schwert-Ordens und war dessen Kommandeur seit 1821. Er wurde 1825 Kommandeur des schwedischen Nordstern-Ordens und erhielt 1844 dessen Großkreuz.